# Památník Bubanj
Památník Bubanj se nachází 2,5 km jihozápadně od centra města Niš v Srbsku. Jeho oficiální název zní Památkový park Bubanj (srbsky Мемориjални парк Бубањ/Memorijalni park Bubanj).
Stojí na kopci stejného názvu, na místě původního popraviště, které zde zřídila okupační vojska během druhé světové války. Na vrcholu bylo popraveno během několika let okupace několik tisíc lidí, odhady počtu obětí se pohybují okolo 10 až 11 tisíc lidí.

## Popis
Strany kopce jsou pokryté listnatým lesem. Jeho vrcholek je holý a nachází se zde památník, který tvoří několik částí – tři monumentální betonové pěsti, pamětní kaple a amfiteátr. Ty doplňují abstraktní reliéfy připomínající popravy za druhé světové války.
Stylizované betonové pěsti, které jsou zdvižené k nebi, symbolizují zabíjení celých rodin; tři představují muže, ženy a děti. Proto byly jednotlivé pěsti provedeny v různých výškách, od 18 do 23 m.
Mramorový reliéf v bílé barvě je umístěn v centrální části parku. Má délku 23 m a výšku 2,5 m. Pět abstraktních zobrazení představuje „stroj na smrt“ za druhé světové války: popravu, popravčí četu, vzpouru obyvatelstva a ve finále kapitulaci německých okupantů na závěru války. Doplňují je verše místního básníka Ivana Vučkoviće. Okolo celého památníku je vedena několik set metrů dlouhá vzpomínková stezka.
Stranou od středu památníku se nachází prosklená kaple čtvercového půdorysu připomínající krychli. Tato kaple není původní a byla do areálu dostavěna v roce 2004. Vznikla podle projektu Aleksandra Buđevce.

## Historie
Během druhé světové války byly na vrchol kopce přiváženi Srbové, Romové a Židé. Sváženi byli z okolí pomocí náklaďáků, mnohdy se jednalo o uprchlé z koncentračního tábora Crveni krst, nebo o jeho vězně, kteří byli určeni k likvidaci. Masové popravy se konaly od února 1942 až do září 1944. Mrtví byli pohřbívání v masových hrobech dlouhých 20–50 m vykopaných na vrcholu kopce; v závěru války, když se k území dnešního jižního Srbska přibližovala Rudá armáda, nařídila okupační správa mrtvé vykopat a pozůstatky obětí spálit tak, aby byly důkazy o popravách efektivně zničeny. Tento úkol byl svěřen italským zajatcům.
Po druhé světové válce nastoupili v bývalé Jugoslávii k moci komunisté, kteří považovali kult partyzánského boje za klíčový pro novou identitu země. Již v roce 1950 byl na vrcholu kopce zbudován malý památník. Odhalen byl dne 7. července 1950.
Rozsáhlý komplex s třemi brutalistními pěstmi byl projektován na začátku 60. let 20. století. Jeho autorem byl sochař Ivan Sabolić. Veřejná soutěž na stavbu nového památníku byla vypsána v roce 1953. Přihlásilo se celkem dvanáct návrhů. Porota však neudělila ani první ani druhou cenu; třetí ceny nicméně byly uděleny rovnou dvě, které město odkoupilo. V červenci 1959 se uskutečnila druhá oficiální soutěž. Do ní se přihlásilo deset návrhů a oceněny byly první dva od Mihajla Mitroviće z Bělehradu a Ivana Saboliće ze Záhřebu. Porota se nakonec vyslovila pro Sabolićův návrh, který byl oficiálně schválen v polovině roku 1960 k realizaci. Stavební práce byly zahájeny v roce 1962.
Slavnostní otevření areálu se uskutečnilo dne 14. října 1963 na výročí osvobození Niše. V roce 1979 byl celý park prohlášen historickou památkou mimořádného významu. Od té doby je kulturní památkou, která je evidována v soupisu kulturních památek Srbska i nyní.
V roce 2009 byl chátrající památník komplexně zrekonstruován. Jsou vedeny debaty ohledně jeho využití pro kulturní akce jiného typu (vzhledem k tomu, že se zde nachází amfiteátr), jeden z pořádaných koncertů měl být dokonce i pokutován. Každoročně zde město Niš pořádá vzpomínkové akce. V roce 2017 rozhodlo o další modernizaci a obnově areálu, ten čas od času napadají vandalové. Okolní lesy jsou dlouhodobě udržovány pomocí dobrovolníků.

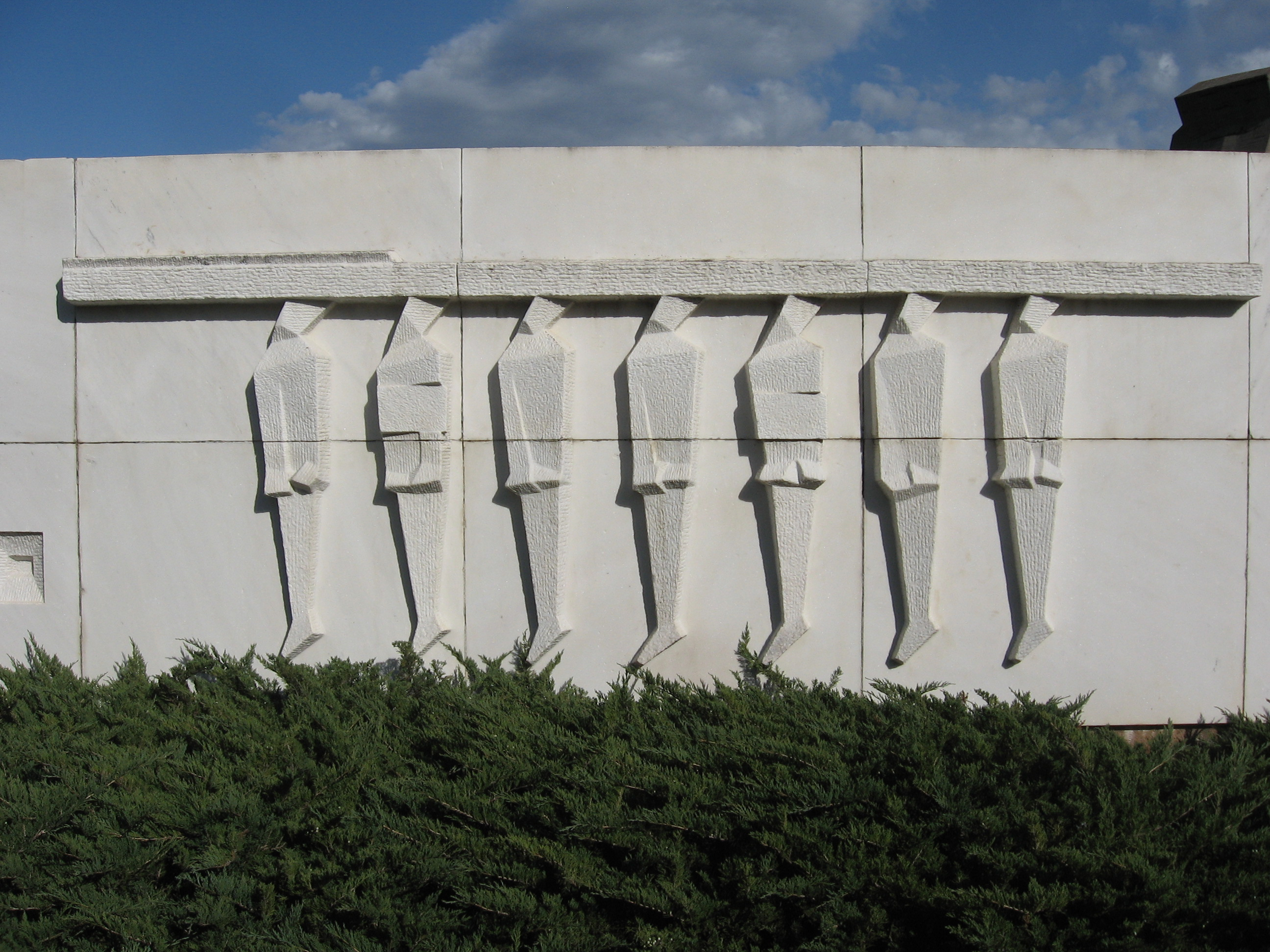
Detail reliéfu
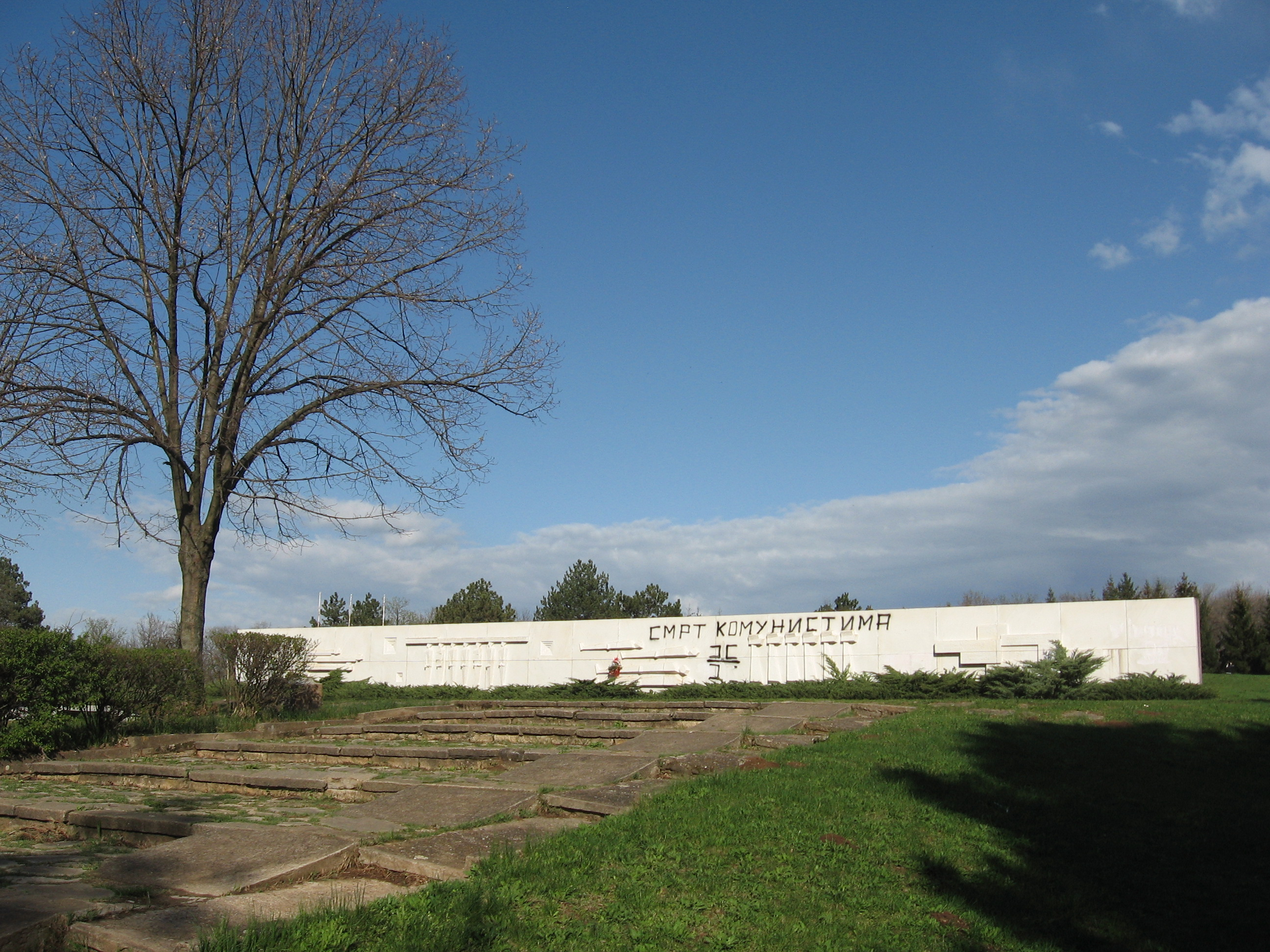
Reliéf v areálu
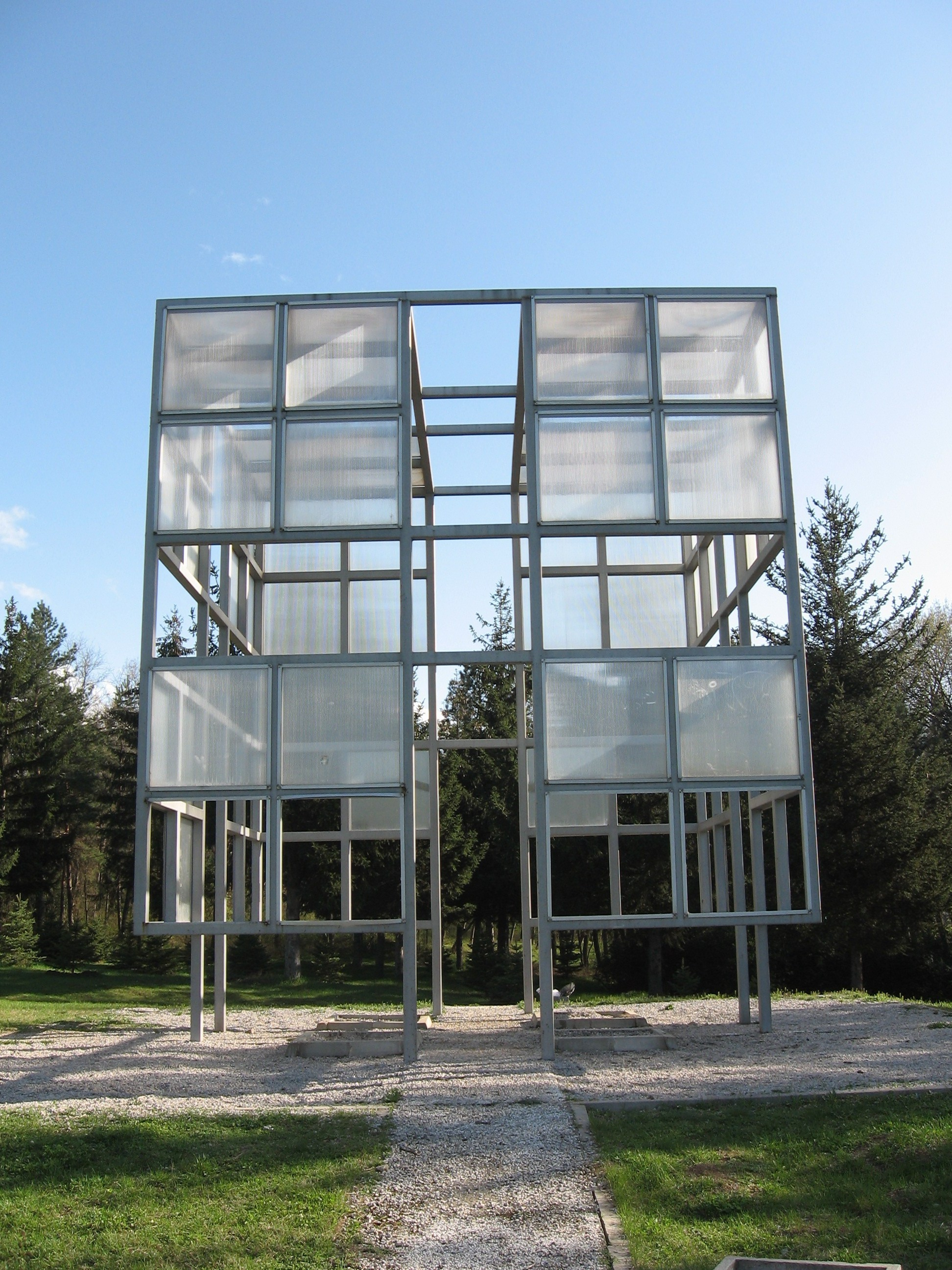
Kaple v areálu parku.
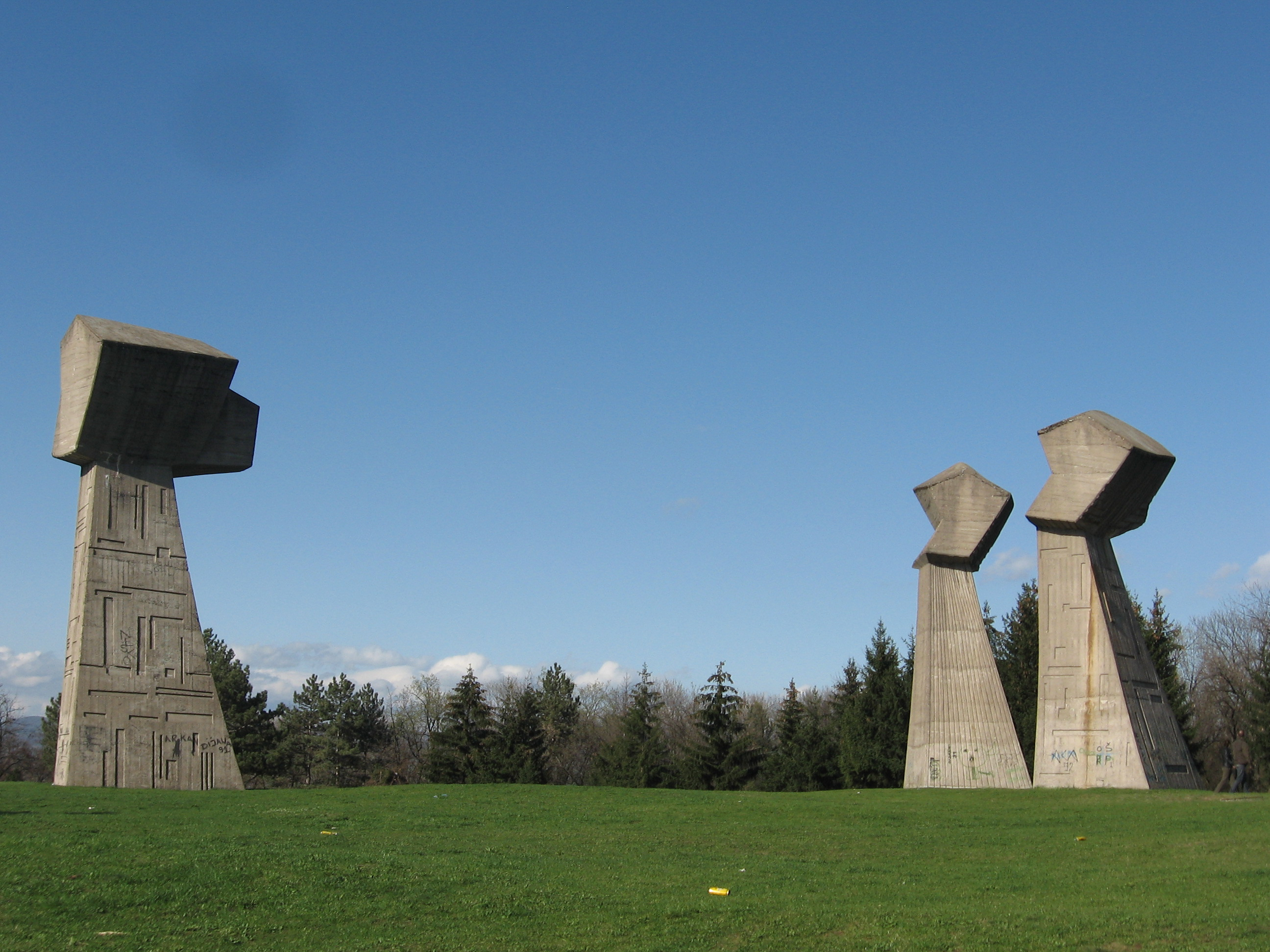
Tři zdvižené pěsti
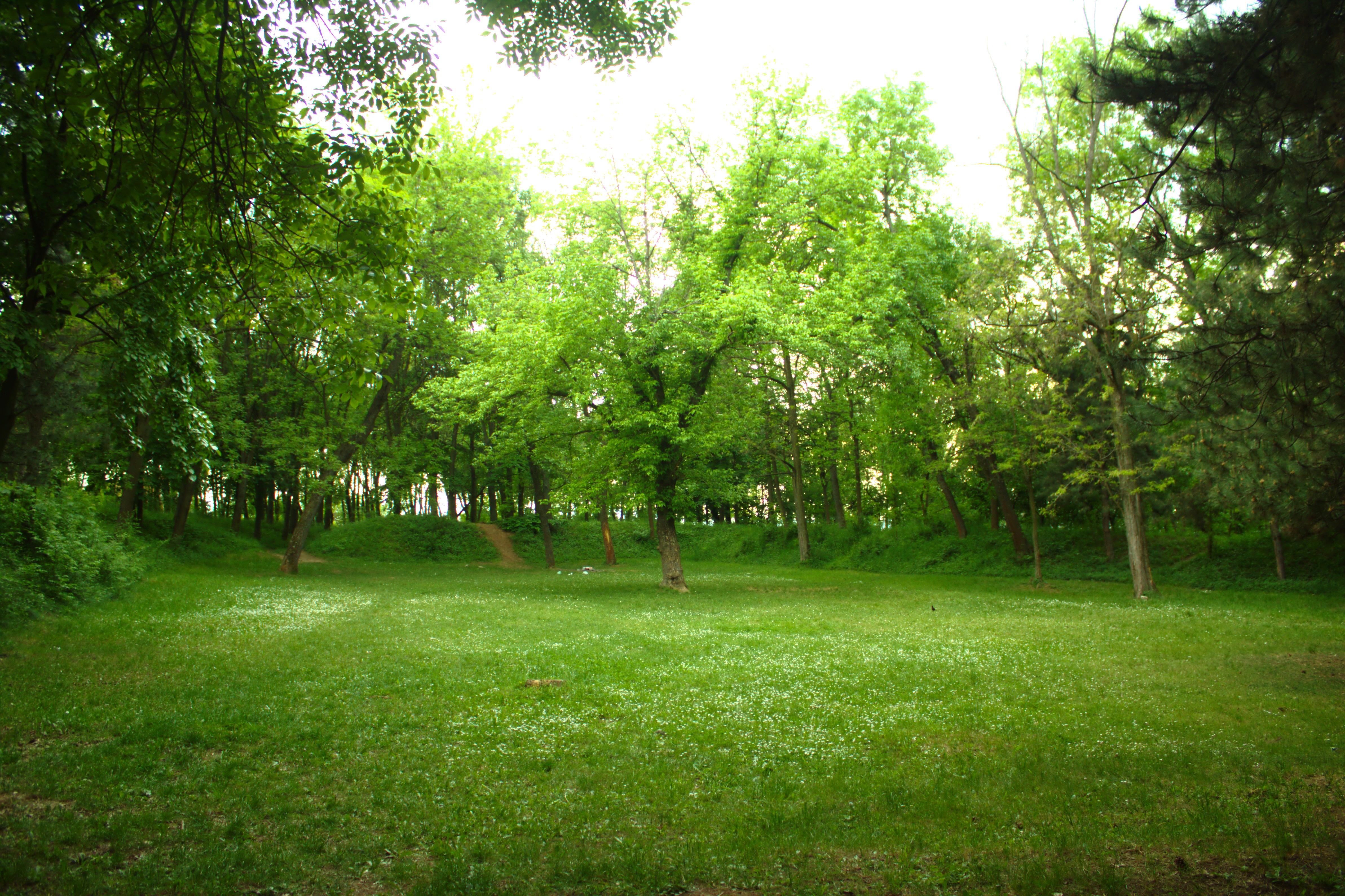
Okolní les
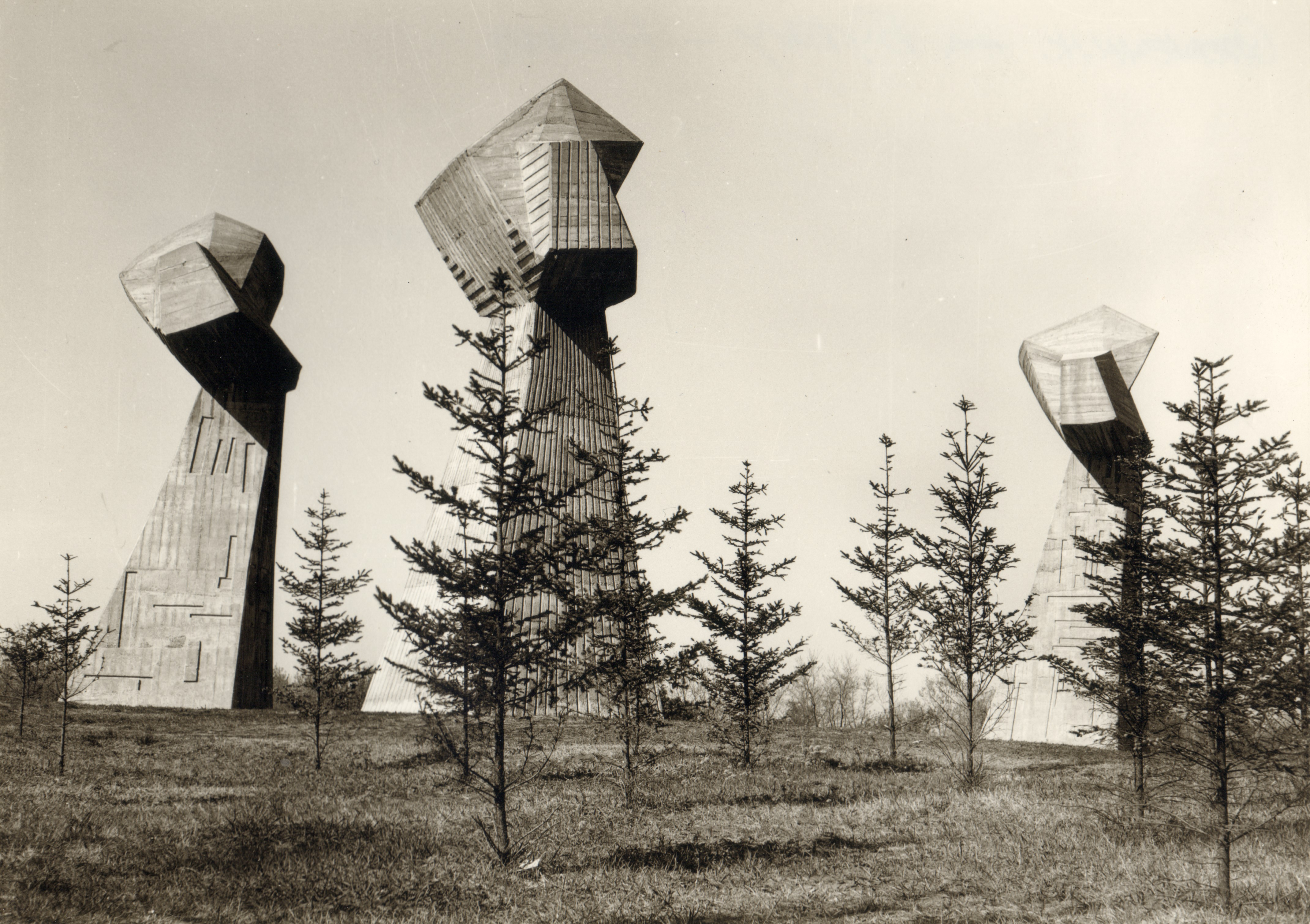
Památník v roce 1966